# 黑顶唐纳雀属
黑顶唐纳雀属（学名：Nemosia）是唐纳雀科下的一个属。

## 下属物种
本属包括以下物种：
- 黑顶唐纳雀 Nemosia pileata (Boddaert, 1783)
- 红喉唐纳雀 Nemosia rourei Cabanis, 1870，极危